# ゴキブリ刑事
『ゴキブリ刑事』（ゴキブリでか）は、漫画家新岡勲の日本の漫画、日本の映画。漫画は『週刊漫画TIMES増刊』（芳文社）に連載された。公安部特捜本部のはみだし刑事・鳴神鉄也の活躍を描いたアクション劇画。
1973年に映画『ゴキブリ刑事』が公開され、さらに続編の『ザ・ゴキブリ』も同年に公開され、成功作品となり、石原プロは『大都会シリーズ』の製作へと乗り出した。

## 映画版
1973年の日本の映画。東宝、石原プロモーション共同制作。原作から設定・作風を大幅に改変し、バイオレンス色を前面に押し出した作品となっている。
続編に同年公開の『ザ・ゴキブリ』がある。

### キャスト
- 鳴神涼：渡哲也
- 武井信夫：地井武男
- 香月厳：大門正明
- 杉本裕子：加賀まりこ
- 山内久子：山添多佳子
- 牧百合：右京千晶
- 三田：神山繁
- 川上：郷鍈治
- 鮫島徳二：深江章喜
- 池田組組長：仲谷昇
- 松野：陶隆司
- 香月しづ：福田トヨ
- 荒井：武藤章生
- 吉田巡査：広瀬正一
- 医者：久野四郎
- 石田：遠藤征慈
- コナカケの政：沢美鶴
- メリケンの鉄：苅谷俊介
- 玉コロガシの吉：木村博人
- 和：鈴木和夫
- 検問の警官：伊藤浩二
- トルコのマネージャー：大前田武
- 川岸の辰：青木敏夫
- 刑事：山岡正義
- 武井を撃つ殺し屋：西優一
- 運び屋・安：河原裕昌
- 海辺の殺し屋：石光豊
- 受付のチンピラ：檀喧太
- 受付の警官：西尾啓
- 鮫島組組員：木村章平、庄司三郎、森正親、浅野謙治郎
- 仲人：川口節子
- 吉に絡まれる女：瀬村真砂子
- 和に絡まれる通行人：原まり子
- 吉田巡査の妻：小沢憬子
- 田川明：長浜鉄平(ノンクレジット)
- 駅前の殺し屋：トビー門口(〃)

### スタッフ
- 監督：小谷承靖
- 製作：石原裕次郎、奥田喜久丸、小林正彦
- 脚本：剣持亘
- 音楽：渡辺岳夫
- 撮影：金宇満司
- 照明：椎葉昇
- 美術：小林正義
- 録音：佐藤泰博
- 編集：渡辺士郎
- 音響効果∶日活効果
- 録音スタジオ：アオイスタジオ
- 現像：東洋現像所
- アームズテクニカル・アドバイザー：トビー門口
- カースタント：三石千尋とマイク・スタントマンチーム
- 協力：清酒 松竹梅
- 東宝株式会社 = 石原プロモーション提携作品

## 併映作品
- 『無宿人御子神の丈吉 黄昏に閃光が飛んだ』: 池広一夫監督作品